# 1-萘亚甲基丙二腈
1-萘亚甲基丙二腈是一种有机化合物，化学式为C14H8N2。它可由1-萘甲醛和丙二腈加热反应得到。

## 反应
1-萘亚甲基丙二腈可以被硼氢化钠在甲醇中还原为1-萘亚甲基丙二腈。它和三氟甲基三甲基硅烷在乙酸钠存在下于二甲基甲酰胺中反应，可以得到[2,2,2-三氟-1-(1-萘基)乙基]丙二腈。